# Shanghai Surprise
Pour plus de détails, voir Fiche technique et Distribution.
Shanghai Surprise est un film d'aventures britannique réalisé par Jim Goddard, sorti en France le 29 octobre 1986. Adaptation du roman du même titre de Tony Kenrick, le film est produit par l'ex-Beatle George Harrison et met en vedette Sean Penn et Madonna, alors jeunes mariés. Harrison lui-même joue un petit rôle dans ce film, celui d'un chanteur de boîte de nuit.

## Synopsis
Gloria Tatlock et Monsieur Burns, deux missionnaires à Shanghai, sont à la recherche d'un homme qui pourrait les conduire aux légendaires fleurs de Faraday, des pavots qu'ils souhaiteraient utiliser pour apaiser les souffrances des blessés de guerre; Glendon Wasey, lui, ne souhaite qu'une chose, rentrer chez lui avec ses cravates phosphorescentes. Lorsqu'ils se croisent sur le port, leur vies se changent soudainement en une course-poursuite effrénée.

## Fiche technique
- Titre original : Shanghai Surprise
- Réalisation : Jim Goddard
- Scénario : John Kohn, Robert Bentley, d'après le roman de Tony Kenrick
- Montage : Ralph Sheldon
- Décors : Peter Mullins
- Costumes : Judy Moorcroft
- Musique : George Harrison, Michael Kamen
- Format : 35 mm - 1.85:1 - couleur
- Langue : Anglais
- Production : John Kohn
  - Coproduction : Robin Douet
  - Production associée : Sara Romilly
  - Production déléguée : George Harrison, Denis O'Brien
- Distribution :
  -  États-Unis : MGM
  -  France : UGC Distribution
- Genre : Aventure et comédie
- Durée : 97 minutes
- Budget : 17 millions de dollars américains
- Dates de sortie : 
  - États-Unis : 29 août 1986
  - France : 29 octobre 1986
- Box-office :
  - États-Unis : 2,3 millions de dollars américains
  - France : 478 430 entrées

## Distribution
Source doublage : VF = Version Française sur le Nouveau Forum Doublage Francophone
- Sean Penn (VF : Vincent Violette) : Glendon Wasey
- Madonna (VF : Micky Sébastian) : Gloria Tatlock
- Paul Freeman (VF : Gabriel Cattand) : Walter Faraday
- Richard Griffiths (VF : Philippe Dumat) : Willie Tuttle
- Philip Sayer (VF : Jean-Pierre Leroux) : Justin Kronk
- Clyde Kusatsu (VF : Roger Dumas) : Joe Go
- Kay Tong Lim (VF : Jean-Claude Montalban) : Mei Gan
- Sonserai Lee (VF : Denise Metmer) : China Doll
- Victor Wong (VF : René Bériard) : Ho Chong
- Professor Toru Tanaka : Yamagani San
- Michael Aldridge : Mr. Burns
- Sarah Lam (VF : Martine Meiraghe) : la servante de China Doll
- George Harrison : Chanteur dans une boîte de nuit

## Production

### Tournage
Le film a été tourné à Hong Kong, en Angleterre et au Portugal.

## Distinctions

### Récompenses
- 7e cérémonie des Razzie Awards (1987) : Razzie Award de la pire actrice pour Madonna

- 20e cérémonie des Razzie Awards (2000) : Razzie Award de la pire actrice du siècle pour Madonna (également pour Who's That Girl, Body etc.)

### Nominations
- 9e cérémonie des Stinkers Bad Movie Awards (1986) : Stinkers Bad Movie Award du pire film

- 7e cérémonie des Razzie Awards (1987) :
  - Razzie Award du pire film
  - Razzie Award du pire acteur pour Sean Penn
  - Razzie Award du pire réalisateur pour Jim Goddard
  - Razzie Award du pire scénario
  - Razzie Award de la pire chanson originale pour la chanson Shanghai Surprise écrite par George Harrison

- 10e cérémonie des Razzie Awards (1990) : Razzie Award de la pire actrice de la décennie pour Madonna (également pour Who's That Girl)

## Autour du film
- La chanson de générique Shanghai Surprise de George Harrison n'a été éditée qu'en 2004, pour son album Cloud Nine.